# Taramundi
Taramundi – gmina w Hiszpanii, w prowincji Asturia, w Asturii, o powierzchni 82,16 km². W 2011 roku gmina liczyła 736 mieszkańców.